# クラッカー・ジャック (ストリートファイター)
クラッカー・ジャック（Cracker Jack）は、カプコン、アリカの対戦型格闘ゲーム『ストリートファイターEX』シリーズ、およびアリカの対戦型格闘ゲーム『ファイティングEXレイヤー』に登場する架空の人物。
アーケード版『EX2 PLUS』まではC.ジャック（C. Jack）とも略記され、家庭用版『EX2 PLUS』以降は『EXレイヤー』も含めジャック（Jack）とのみ表記されている（名前の節を参照）。

## 概要
用心棒を生業としている風来坊で、ブレア・デイムのボディガードをしている。かつて所属していた、とある組織（後述）から狙われている。『ストリートファイターEX3』におけるメテオタッグコンボのパートナーはヴルカーノ・ロッソ。
帽子を目深に被り、表情を隠している。好物はスコッチ。開発コードは「ミヤウチ」であり、関連書籍では「特撮番組『快傑ズバット』の主人公を演じた宮内洋に由来していると思われる」と書かれている。
『ストリートファイターV』の公式サイト「シャドルー格闘家研究所」の「キャラ図鑑」にて個人プロフィールが明かされた。ここでは、ラスベガスの用心棒組織「クラッカーズ」の元構成員で、自由な生活とライバルとの戦いを終わらせるために組織から抜けたと語られている。
『ファイティングEXレイヤー』では、ドンへの義を通すため、組織から抜けてアメリカの牧場で身を隠している。組織での弟分であったヴルカーノ・ロッソに探されていることに気付いており、組織からの追っ手の襲来を予感している。

### 名前
「クラッカー・ジャック」のゲーム分類商標権はアリカが所有していたが、同名のアメリカのスナック菓子ブランド「クラッカー・ジャック」との相談の結果配慮することになり、家庭用版『EX2 PLUS』以降は「ジャック」とだけ表記されるようになった。

## ゲーム上の特徴
『ストリートファイターII』シリーズなどに登場するマイク・バイソンと同じ必殺技を使い、一撃のダメージ量が大きい。他にもサッカーボールキックや野球バットを使った攻撃などスポーツの動きを取り入れた技を持っており、バイソンに比べると技のバリエーションが豊富となっている。
また、一撃のダメージ量が大きい割りに、連係攻撃も豊富（初登場時は、ゲージが最大値あれば、即死コンボを繰り出すことが可能であったほど）。

## 各種技の解説

### 通常技
ここでは『ストEX PLUS α』での技名称を掲載。なお、立ち状態の遠近およびジャンプ状態の垂斜の区別はない。
| 操作     | 立ち                     | しゃがみ             | ジャンプ                 |
| -------- | ------------------------ | -------------------- | ------------------------ |
| 弱パンチ | ピストンジャブ           | ヒーロージャブ       | メジャージャブ           |
| 中パンチ | ナイスストレート         | ヒーローストレート   | メジャーパンチ           |
| 強パンチ | ナイスボディブロー       | アッパワーカット     | ジャンプナイスストレート |
| 弱キック | ターキック               | ヒーローキック       | ジャンプキック           |
| 中キック | ナイスミドルキック       | ヒーローサイドキック | ジャンプキック           |
| 強キック | ベリーナイスミドルキック | ヒーローキックサイド | ジャンプナイスキック     |

### 投げ技
パワーハンター
つかんだ相手に連続でパンチを繰り出す
パワーリフトスロー
相手を担いで回転し、遠くへ投げ飛ばす。

### 特殊技
アングリーフィスト
中段属性のフックを出す。
ダブルアームパンチ
ガードブレイクまたはハードアタック技。頭上に振りかぶった両手を叩き下ろす。

### 必殺技
ダッシュストレート、ダッシュアッパー
突進しながらストレート、アッパーカットをそれぞれ繰り出す。バイソンのものと性能は同じだが、全体的に隙が大きい。掛け声はそれぞれ「ストレート!」「アッパー!」となっていて、技を出す瞬間に手が巨大化する。
ファイナルパンチ / アルティメイトパンチ
力溜めをして、強烈なパンチを繰り出す。パンチボタンかキックボタン3つをしばらく押して溜め、ボタンを放すと発動するという変則的なコマンド（つまりホールドボタン技）で、溜め時間によって威力と隙の大きさが変動する。バイソンの「ターンパンチ」と同系統の技。『EXレイヤー』では技名が変更された。
バッティングヒーロー
バットを使い、相手にバッティングを繰り出す。「波動拳」などの気弾を打ち返すことも可能。『EX2 PLUS』まではヒットした後に強制スクロールになる。
サッカーボールキック
サッカーのシュートのように相手を蹴り飛ばす。気弾を蹴り返すことも可能だが、発生が少し遅いうえに攻撃時は一歩踏み込むので、タイミングをつかむのは「バッティングヒーロー」よりも難しい。一部の作品では3回連続で飛び道具技を蹴り返すと「ハットトリック」と画面に表示される。
ジャックハンマー
拳を振り下ろして相手を叩き伏せ、さらに連続で拳を叩きつけ、最後に踏みつける投げ技の一種。
フェイントダッシュ
『EX2 PLUS』で追加された技。ダッシュ攻撃を繰り出すと見せかけて踏みとどまる純粋な移動技で、技名の通り攻撃判定はない。

### スーパーコンボ
クレイジージャック
「ダッシュストレート」×4発→「ファイナルパンチ」を連続で繰り出す。「ダッシュストレート」の部分はボタン操作で「ダッシュアッパー」に変更可能。バイソンの「クレイジーバッファロー」と同系統の技。
ホームランヒーロー / ジャック・アッパー
非常に低い姿勢で前進し（この間に波動拳などを潜り抜けることが可能）、アッパーカットを繰り出して相手を跳ね上げる。そこから相手への追撃が可能。追撃までの時間が長く、ため技も入力可能。攻撃力は低いため、あくまで追撃を前提としたスーパーコンボである。
『EX』シリーズでは「ホームランヒーロー」という名称となっているが、この技自体にバットは使用していない。『EXレイヤー』では技名が「ジャック・アッパー」に変更された。
レイジングバッファロー
通常投げ「パワーハンター」の強化版にあたる移動投げ。相手に近寄ったあと、つかんだ相手を何回かパンチしてアッパーカットで決める。
グランドスラムスマッシャー
連続で「バッティングヒーロー」を繰り出す。「グランドスラム（満塁本塁打）」の名前にふさわしく、3回のバット攻撃で相手を打ち上げたあと4回目のスウィングで相手を遠くへ弾き飛ばす。
ホームランキング
相手を蹴り上げてから、強力な「バッティングヒーロー」を繰り出すメテオコンボ。打たれた相手は大気圏を飛び出して星に衝突し、跳ね返って地球に戻ってくる。溜めが可能だが、相手が大気圏を飛び出す演出はなくなる。なおタイミングよくボタンを押すと攻撃力が上昇し、衝突した星を突き抜けて次の星で跳ね返されるという演出が追加されるが、失敗すると空振りして全くダメージを与えられないという大きなリスクがある。
メテオタッグコンボ・ジャック&ロッソ
『EX3』でヴルカーノ・ロッソがパートナーの時に発動可能なメテオタッグコンボ（個別の技名はない）。「ダッシュストレート」で吹き飛ばした相手を空中でロッソが掴み、地面に叩き付けて大爆発を起こす。

## 登場作品
- 対戦型格闘ゲーム
  - 『ストリートファイターEX』シリーズ（全作品）
  - 『ファイティングEXレイヤー』

## 担当声優
- 銀河万丈（『ストリートファイターEX』シリーズ）
- 下山吉光（『ファイティングEXレイヤー』）